# District de Yankalilla
Le district de Yankalilla (District of Yankalilla) est une zone d'administration locale centrée  sur le village de Yankalilla à l'extrémité de la Péninsule Fleurieu en Australie-Méridionale en Australie. 

## Localités
Les principales localités du district sont Cape Jervis, Myponga, Normanville, Rapid Bay et 
Yankalilla.
Les autres sont : Bald Hills, Bullaparinga, Carrickalinga, Deep Creek, Delamere, Hay Flat, Inman Valley, Myponga Beach, Pages Flat, Parawa, Randalsea, Second Valley, Sellicks Hill, Silverton, Talisker, Torrens Vale, Tunkalilla, Wattle Flat, Willow Creek et Wirrina Cove.